# كراتون كانومان

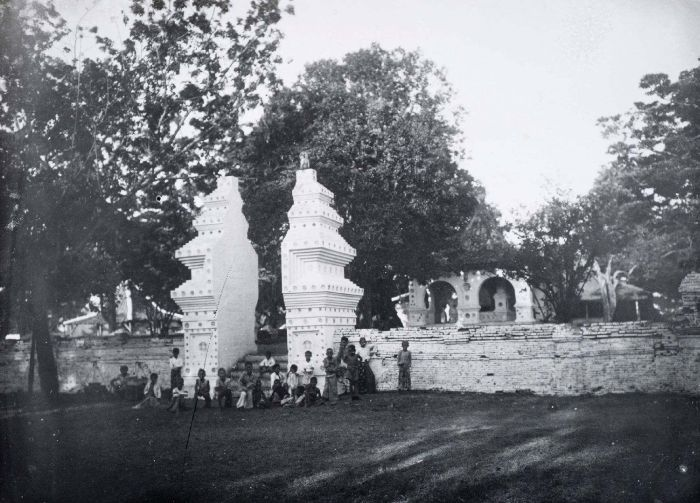

كراتون كانومان (بالإندونيسية: Kraton Kanoman :قصر كانومان) هو قصر يقع في مدينة سيربون الإندونيسية. تأسس القصر من قبل سلطان سيربون أنوم الأول، وذلك عام 1677. في منطقة خارج القصر بني سيتي إنجيلي، وهي أحد إصدارات البناء من النموذج بندوبو الجاوية الكلاسيكي وهو عبارة عن مظلة كبيرة مبنية من الخشب. القصر مشابه لحد كبير من عمارة وبناء الجامع الكبير في ديماك، من روائع جماليات بناء القصر أن الخزف الصيني زين به الجدران. البوابات في القصر تتنوع بين بوابات ذو دفتين (بابين) مع قمم هرمية هي شعار مدينة سيربون.